# رشد زبان

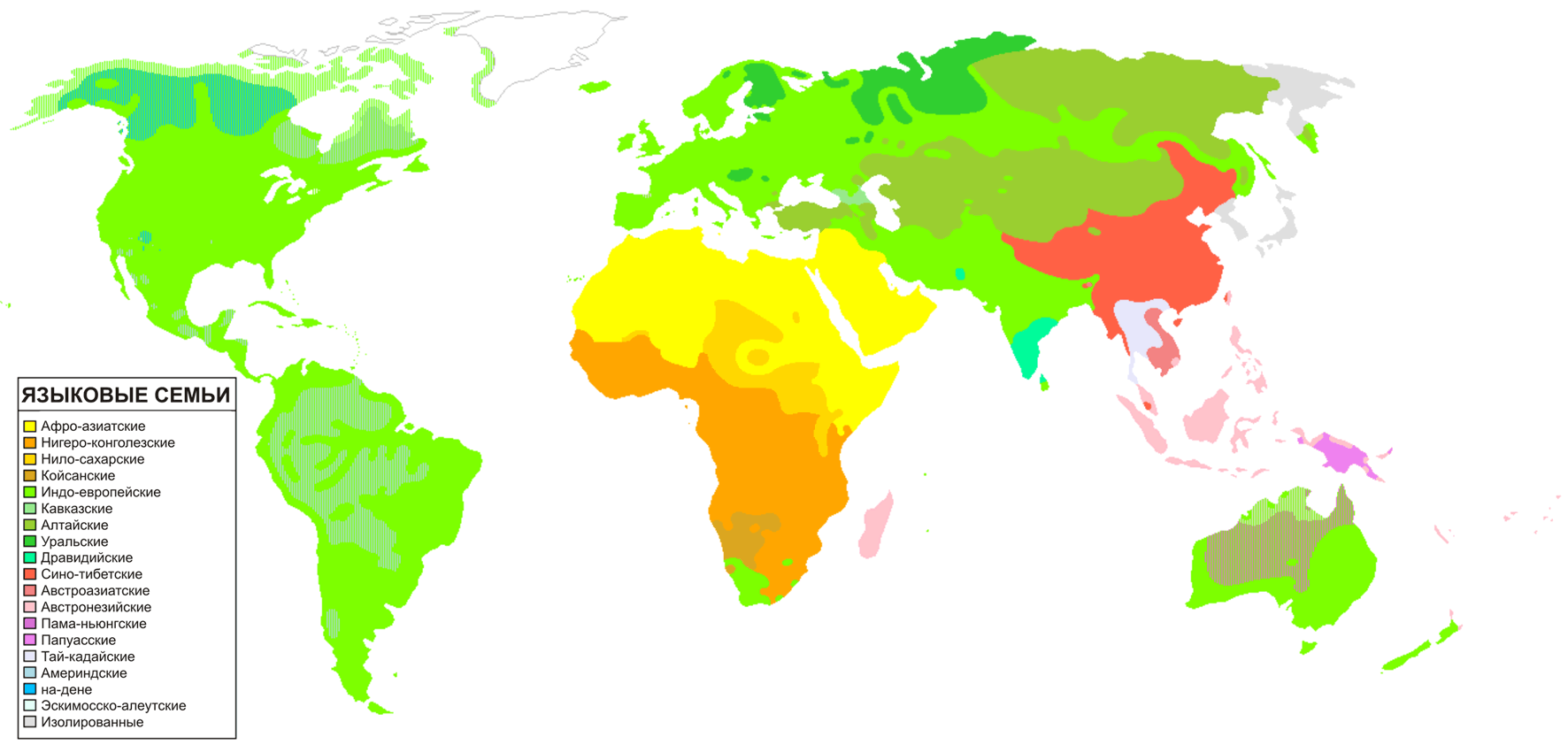
نقشه خانواده‌های زبانی مورد استفاده در هر منطقه

رشد زبان (به انگلیسی: Language development) در انسان‌ها فرآیندی‌ست که از مراحل آغازین زندگی شروع می‌شود. نوزادان بدون دانستن هیچ زبانی زندگی‌شان را آغاز می‌کنند ولی در طول ۱۰ ماه، کودکان می‌توانند آواهای گفتاری را تشخیص دهند، و ونگ‌ونگ کنند. برخی پژوهش‌ها نشان داده است که نخستین آموخته‌های زبانی در رحم مادر زمانی شکل می‌گیرد که جنین شروع به‌تشخیص الگوی صداها و آواهای مادرش می‌کند و میان این صدا با دیگر صداهای پس از تولدش تمایز قائل می‌شود.